# Lago Lioson
O Lago Lioson é um lago localizado no município de Ormont-Dessous, perto da área montanhosa de Les Mosses, no cantão de Vaud, Suíça. Apresenta uma superfície de 7 ha. Este lago é muito utilizado para pesca e mergulho de gelo.